# Кримське республіканське Товариство української мови

Кононенко Данило Андрійович — перший голова Кримського республіканського Товариства української мови.

Кримське республіканське Товариство української мови

## Історія

### Початок XXст.
Історія створення кримських просвітніх громадських організацій сягає вже в далекі часи. Виникнення їх припадає ще на перші роки XX століття, на часи революційних подій 1905—1907 років. Найчисельніші з них діяли в Сімферополі, Керчі, Феодосії та Севастополі. Свою роботу їх активісти проводили і серед простого люду, і серед військових — солдатів та моряків Чорноморського флоту. Однак згодом усі просвітні осередки були заборонені царською владою, а знову поновлені після 1917 року. З встановленням радянської влади українські просвітні організації свою роботу припинили.

### Кінець XXст.— початок XXIст.
У нові часи одним з перших серед національно-демократичних організацій в Україні стало Всеукраїнське Товариство української мови ТУМ), що виникло в 1989 році. Його осередки почали створюватись в більшості областей України.
Того ж 1989 року такі організації стали з'являтися і в Криму, а найдіяльнішими серед них були ТУМи в Севастополі, Керчі та Євпаторії. Першими фундаторами та організаторами їх роботи зарекомендували себе відомі діячі українського руху в Криму Анатолій Свідзинський, Сергій Савченко, Маргарита Жуйкова, Павло Власенко, бізнесмен Юрій Колесников та інші.
До активної діяльності в ТУМі долучилося і тоді ще Кримське обласне відділення спілки письменників України, а його тодішній керівник поет Данило Кононенко на всекримських зборах активу був обраний першим головою Кримського Товариства української мови. У своїй роботі він спирався на широку підтримку викладачів українського відділення філологічного факультету Сімферопольського державного університету: Петра Киричка, Ганни Богуцької, Олександра Губаря, Катерини Саливон, Валентини Власенко, Галини Пашківської, Михайла Вишняка та інших, а також на широкий учительський актив — перш за все викладачів — україністів кримських шкіл.
Всю свою культурно- просвітницьку діяльність Кримське товариство української мови, а також його місцеві організації поєднувало з відстоюванням української державності. На той час вони були першими і єдиними в Криму громадськими осередками, що опікувалися інтересами його україномовного населення, яке тоді за даними статистики налічувало понад 700 тисяч.
Після того ж, коли через рік після проголошення незалежності України, було створено Всеукраїнську організацію «Просвіта» імені Т. Г. Шевченка, в багатьох регіонах України розпочався процес реорганізації ТУМу. Не оминув він і Криму. І спершу це сталося в Сімферополі, коли 2-6 травня 1992 року за ініціативою Павла Власенка рішенням місцевих зборів сімферопольський осередок ТУМу був реорганізований в «Просвіту», а її головою обрано професора Сімферопольського держуніверситету Петра Гарчева. Тоді більшість тумівців перейшли до новоствореної організації.

Губарь О. Чорноморська хвиля.

Новим головою Кримського республіканського Товариства української мови стала Алла Петрова. Разом із журналістом
Олександром Польченком та активістами організації вона доклала чимало зусиль до подальшої діяльності товариства. Були налагоджені зв'язки Кримського ТУМу з обласними організаціями. Завдяки спільній співпраці з донецькими побратимами і головою Донецького ТУМу професором В. С. Білецьким за зібрані на Донеччині спонсорські кошти, до чого долучились і шахтарські колективи, було видано книгу кримського літератора Олександра Губаря «Чорноморська хвиля» про кримських україномовних письменників.
Одним із важливих напрямків роботи Кримського ТУМу стала співпраця з навчальними закладами півострова, перш за все з тими середніми школами, в яких почали відкриватися класи з українською мовою навчання. Серед них — сімферопольські загальноосвітні школи № 10, № 29, № 33 та навчально-виховний комплекс «школа — ліцей» № 3 імені А. С. Макаренка (директор Людмила Вишняк), що була однією з перших в Криму по організації класів з українською мовою навчання. В названих та інших школах Сімферополя активну роботу проводили члени ТУМу — вчителі — україністи Валентина Коваленко (школа — ліцей № 3), Тетяна Захарова (ЗОШ № 29), Ольга Смаль (школа — гімназія № 25), поет і вчитель Василь Латанський (Прудівська ЗОШ Советського району АРК). У цих школах Сімферополя, а також в школах Алушти, Ялти, Феодосії, в ряді районів АРК тумівці разом із вчителями української мови провели дні української мови та української поезії, мовно-літературні вечори, мовно-літературні конкурси, свята матері, організовували зустрічі з Кримським письменниками тощо. Нерідко ці заходи потім транслювалися по кримському телебаченню. Членами чи головами журі названих конкурсів були тумівці, кримські письменники Данило Кононенко, Михайло Вишняк в Сімферополі, а в регіонах до такої роботи залучались Василь Латанський, Орест Корсовецький, Валерій Тарасов.
Разом з «Просвітою» кримські тумівці опікувались і відкриттям першої в Криму української школи на базі ЗОШ № 21 (директор Лариса Барзут). Через кілька років на її основі була створена перша в Криму українська школа — гімназія, відкриттям якої опікувались українські громади Криму, а перш за все ТУМ та «Просвіта».
А на кримському телебаченні тумівець Олександр Польченко започаткував і став ведучим телепрограм «Млин», «Рідна хата», «Чарівний кужелик», на яких для розмов з актуальних проблем, що хвилюють українську громаду Криму, запрошувались майстри слова — письменники, діячі культури, директори та вчителі шкіл. І на них дуже часто порушувались питання функціонування української мови на теренах Криму, проблеми її вивчення. Учасниками цих передач були і учні україномовних класів, переможці різних змагань і конкурсів з рідної мови.
Активісти Кримського ТУМ у 1990-х роках та в останнє десятиліття в багатьох регіонах Криму опікувались питаннями розвитку української освіти, відстоювали права української мови, сприяли її утвердженню як державної.